# Lomaptera moseri
Lomaptera moseri är en skalbaggsart som beskrevs av Heller 1910. Lomaptera moseri ingår i släktet Lomaptera och familjen Cetoniidae. Utöver nominatformen finns också underarten L. m. nigropubescens.